# 銀行局検査部
銀行局検査部（ぎんこうきょくけんさぶ）は大蔵省に置かれていた部署。

## 概要
1992年に大臣官房金融検査部へ改組される。銀行局時代は銀行課、中小金融課などが担っていた監督行政とともに検査部の検査を金融行政の「両輪」としていた。

## 組織

### 管理課
所掌
```
（管理課）
一 
金融機関
の業務及び
財産
の検査（以下「検査」という）の方針及び検査の実施計画を樹立すること。
二 検査に従事する職員の訓練及び検査に関する事務の指導監督を行うこと。
三 検査報告書を整理すること。
四 前各号に掲げるものの外、検査の実施を除き、検査部の事務で、審査課の所掌に属さないものを行うこと。
```

### 審査課
所掌
```
（審査課）
一 検査報告書を審査すること。
二 検査の結果に基き、
金融機関
に対し、必要な指示を行うこと。
三 検査報告書の様式及び記載基準に関すること。
四 検査報告書を分析し、統計その他の資料を作製すること。
```

## 部長
| 氏名     | 就任年月  |
| -------- | --------- |
| 安原正   | 1985年6月 |
| 公文宏   | 1986年6月 |
| 畠山蕃   | 1987年6月 |
| 江沢雄一 | 1988年7月 |
| 金野俊美 | 1989年6月 |
| 竹内克伸 | 1991年6月 |